# Нові Опачичі
Но́ві Опа́чичі — село Бишівської сільської громади Фастівського району Київської області, за 25 кілометрів на захід від залізничної станції Фастів та за 30 кілометрів на південь від автомагістралі «Київ — Чоп» (Е-40). Населення становить 425 осіб.

## Назва
Про назву Опачичі існує такий переказ: колись давно місцевістю на Чорнобильщині, де розташувалося згодом село, пролягав шлях, яким монахи ходили до Києва і, стомившись, зупинялися тут відпочити — опочити. Нібито відтоді це місце в народі почали називати Опачичами.

## Історія
Аварія на Чорнобильській атомній електростанції 26 квітня 1986 року змусила мешканців забруднених земель покинути рідні домівки та переселитися на нові місця проживання. За державною програмою відселення потерпілих село Козичанка повинно було прийняти жителів сіл Опачичі, Кам'янка, Плитовище і частково сіл Куповате, Оташів, Чистогаловка, Залісся Чорнобильського району Київської області. Спочатку передбачалося декілька будівель для переселенців розмістити у селі, по вулицях Садовій та Польовій, а основне поселення побудувати далі на полі під Юрівкою. Але керівництво колгоспу «Прапор комунізму» (центр — Грузьке) вирішило інакше. Прибулі будівельники для термінового зведення житла уже розбили майданчики, але було змінено план і під забудову віддано весь колгоспний сад, що був розташований на горі ще з 1934 року.
Сад потребував омолодження, до того ж заготівельний пункт у селі Пашківці приймав яблука лише по чотири копійки за один кілограм. Садівництво у 80-ті роки XX століття було взагалі економічно невигідним, і найдоцільніше було віддати під забудову саме ці, а не орні землі. Нова пропозиція сподобалася і керівникам району та області, і будівельним бригадам Волині. Саме вони у стислі терміни звели нове поселення.
28 серпня 1986 — Нові будинки села Волинського прийняли своїх мешканців, яких спочатку, ще 4 травня, тимчасово поселили у Копилові. Для 726 жителів було збудовано 221 будинок на дев'яти вулицях.
1987 — До Козичанки було евакуйовано сільську раду, колгосп імені 1 Травня із села Опачичі. Усю сільськогосподарську техніку, що була в Козичанці, забрали до колгоспу села Грузького, а до Козичанки перевезено техніку колгоспу імені 1 Травня. Колгосп очолив Федір Павлович Самусенко.
1990 — Відкрито бібліотеку.
10 липня 1991 — Поселення при Козичанці, назване будівельниками Волинським, отримало офіційну назву — Нові Опачичі. Тоді ж було утворено окрему Опачицьку сільську раду Макарівського району Київської області (Указ Президії Верховної ради УРСР № 495 від 10.07.1991). З 1987 р. сільську раду очолює Віра Петрівна Дишлюк
Початок 90-х років XX століття — село повністю газифіковано.
Зараз у селі Нові Опачичі працює сільська рада, ФАП, бібліотека, поштове відділення (індекс 08035) і магазини.
31 жовтня 2022 загинув і 3 листопада був похований на кладовищі в Нових Опачичах Володимир Миколайович Перевертун — найменший син Ніни Тарасівни Перевертун, колишнього головного редактора газети «Спортивна Київщина».